# Kommandant

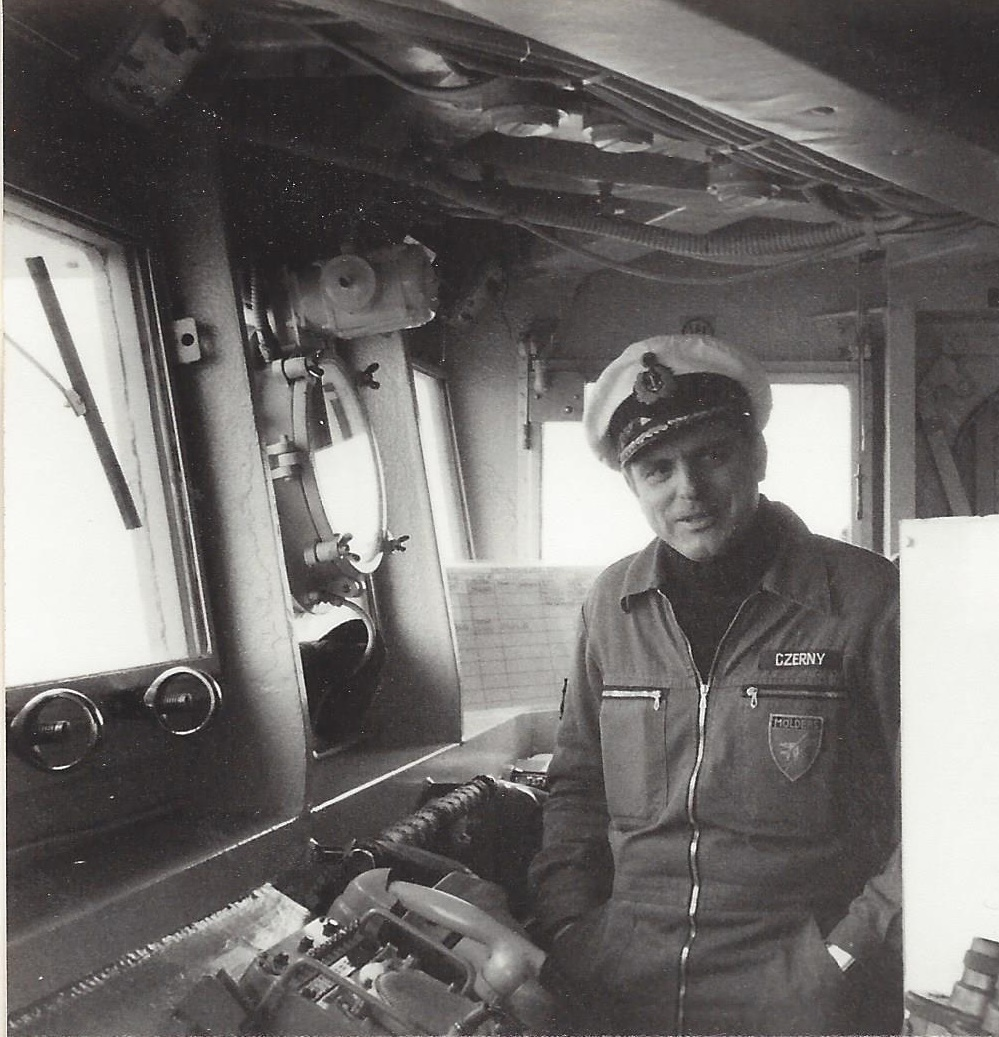
Deutscher Zerstörerkommandant (1981)

Ein Kommandant (kurz: Kdt auch Kdt. oder K) ist in Deutschland und Österreich ein Führer einer militärischen Einrichtung (z. B. einer Festung), eines Fahrzeugs, Luftfahrzeugs oder Wasserfahrzeugs. In der Schweiz entspricht der Kommandant dem Kommandeur. Auch in einigen zivilen Organisationen werden die Leiter bestimmter Einrichtungen als Kommandant bezeichnet.

## Verwendung im Militär

### Deutschland

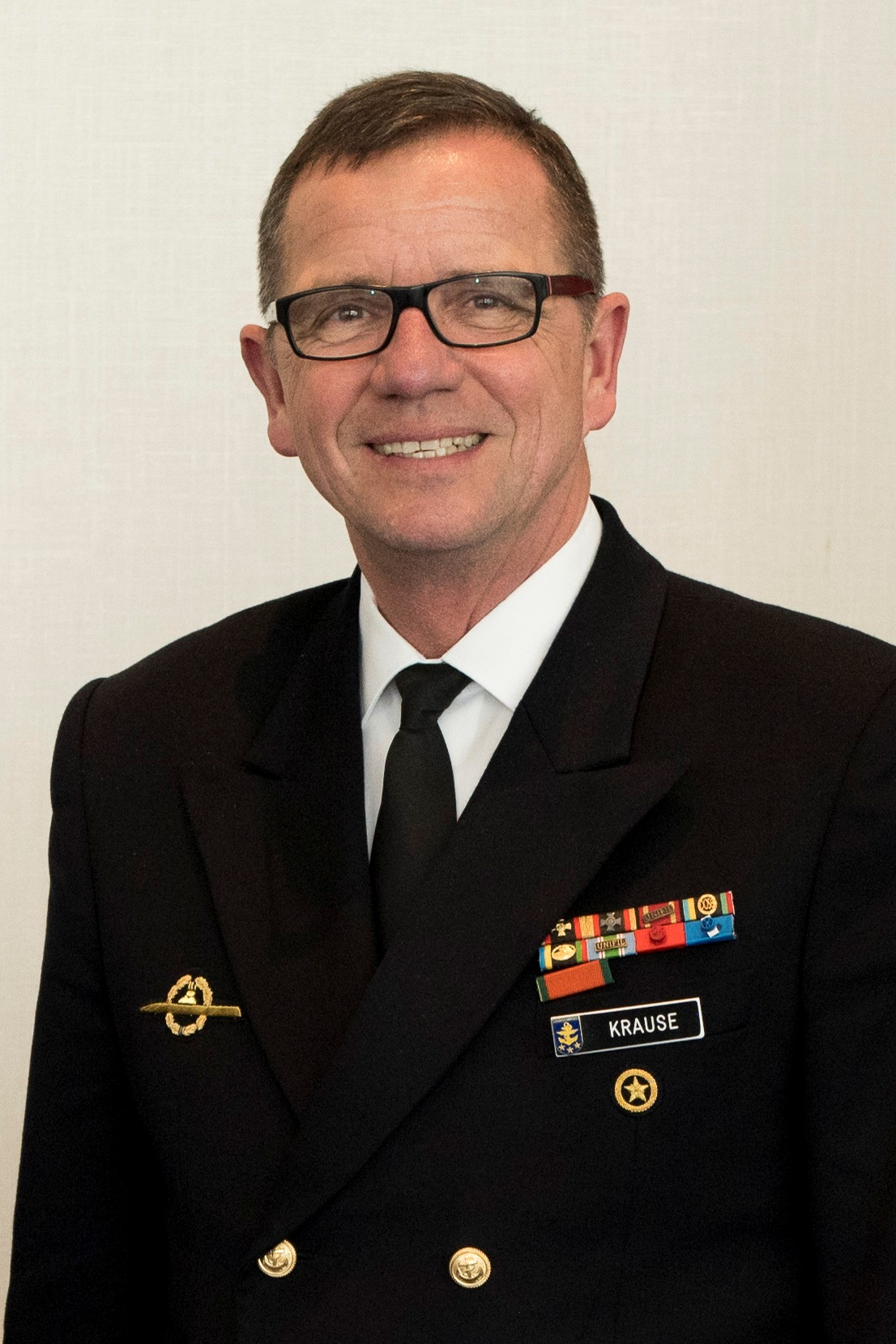
Trageweise des Kommandantensterns bei einem ehemaligen Kommandanten, hier Vizeadmiral Andreas Krause, ehemaliger Inspekteur der Marine

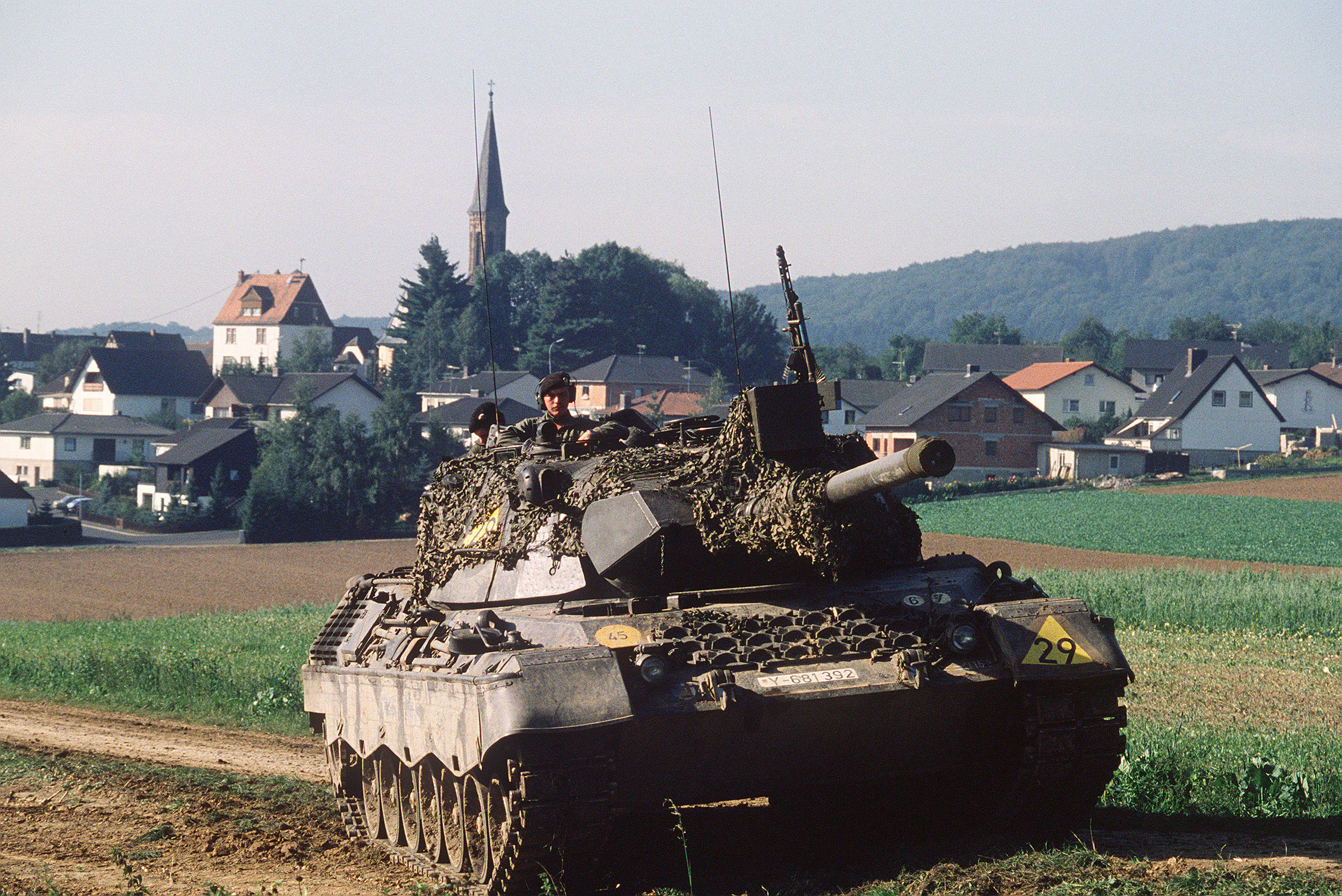
Kommandant eines Panzer Leopard 1 im Jahre 1983

In Deutschland werden in der Bundeswehr die Führer in sich zusammenhängender militärischer Anlagen und Systeme als Kommandanten bezeichnet. Dazu gehören Kriegsschiffe, Flugzeuge und Fahrzeuge ebenso wie Gefechtsstände, Kasernen und Truppenübungsplätze. In Kommandobehörden kann es einen „Kommandant Stabsquartier“ geben, der die Unteroffiziere und Mannschaften des Stabes disziplinarrechtlich führt. Die Führer von militärischen Verbänden ab Bataillon aufwärts heißen in der Bundeswehr hingegen Kommandeur, von Einheiten „Chef“ und von Teileinheiten „Führer“, jeweils mit Vorsatz entsprechend dem Truppenteil (z. B. Bataillonskommandeur, Kompaniechef und Zugführer).

Kommandowimpel der Deutschen Marine

Der Kommandant eines Kriegsschiffs trägt die alleinige Verantwortung für sein Schiff und dessen Besatzung auf Reisen und im Krieg. Er führt als Kommandozeichen einen Kommandowimpel im Mast seines Schiffes und hat Anspruch auf die Ehrerweisungen Seite und Front. Neben seiner seemännisch-militärischen Aufgabe fällt ihm im Ausland die Wahrnehmung diplomatischer oder offizieller Aufgaben als Vertreter der Bundesrepublik Deutschland zu. Der Dienstgrad des Schiffskommandanten richtet sich nach der Größe und Aufgabe des jeweiligen Schiffes. Er variiert vom Kapitänleutnant (bei einem Minensuchboot) bis zum Kapitän zur See (Segelschulschiff Gorch Fock). Eine Ausnahmestellung nimmt der Kommandant des Mehrzwecklandungsboots (Lachs) ein, der im Dienstgrad Hauptbootsmann kein Offizier, sondern Unteroffizier mit Portepee ist. Die zivilen Hilfsschiffe der Bundeswehr werden hingegen nicht von einem Kommandanten, sondern von einem Kapitän geführt.
Bei der Marine tragen Kommandanten, auch ehemalige Kommandanten, das Sonderabzeichen Kommandant. Bei aktiven Kommandanten wird es auf der rechten Brustseite über der Brusttasche getragen.:Nr. 559 Ehemalige Kommandanten tragen es auf der linken Brustseite unter dem Namensschild.:Nr. 560

### Österreich und Schweiz
In Österreich und der Schweiz werden auch die Führer von Einheiten, Verbänden und Großverbänden Kommandant genannt. Das Wort Kommandeur wird dort nicht gebraucht. Kommandanten sind Offiziere, in der Regel ab dem Dienstgrad Hauptmann, die zur Ausübung ihrer Funktion zusätzliche Lehrgänge im Bereich Führung und Taktik absolviert haben.
Ein Kommandant befehligt einen Verband (je nach Land bei einer niedrigeren Stufe wie in Österreich der Gruppe oder in der Schweiz beginnend ab Stufe Kompanie bis zur Stufe Brigade oder Territorialregion), ein militärisches System (zum Beispiel Schießkommandant bei der Artillerie) oder eine ortsfeste militärische Einrichtung (zum Beispiel als Standortkommandant einen Truppenübungsplatz oder Kasernenkommandant) und ist dafür verantwortlich.

## Geschichte
Als Kommandanten wurden im Deutschen Reich außer den Führern von Kriegsschiffen auch die einer Festung (bei den Festungen ersten Ranges einem Militärgouverneur unterstellt), einer offenen Stadt oder eines Truppenübungsplatzes bezeichnet. Der Festungskommandant hatte im Gegensatz zum Gouverneur niemals die höhere, sondern nur die niedere Gerichtsbarkeit. Unterstand er einem Gouverneur, so waren seine Aufgaben auf den Garnisonsdienst beschränkt. Ihm unterstellt war der Platzmajor.
In der k.u.k. Armee Österreich-Ungarns wurde jeder Führer eines militärischen Verbandes (gleich welcher Größe) als Kommandant bezeichnet.
Die Leiter von Konzentrationslagern im Dritten Reich wurden als KZ-Kommandant bezeichnet.

## Verwendung im zivilen Bereich
Auch in zivilen Organisationen, die nach militärischem Vorbild strukturiert sind oder waren (zum Beispiel Feuerwehr), werden Einheiten durch Kommandanten geführt.

### Feuerwehr

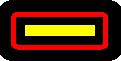
Abzeichen des Kommandanten einer Feuerwehr in Bayern

In Baden-Württemberg, Bayern, Österreich, Schweiz und Südtirol wird der Leiter der Freiwilligen Feuerwehr Kommandant genannt. Als solcher führt er die Feuerwehr und ist für die Ausbildung sowie dem Einsatz seiner Ortsfeuerwehr verantwortlich. Im eigenen Ortsgebiet führt er die Einsatzleitung aller Feuerwehren solange diese nicht von der übergeordneten Einsatzleitung übernommen wird.

### Luftfahrzeuge
Der verantwortliche Luftfahrzeugführer wird in der europäischen Gesetzgebung auf Flügen zum Zwecke der gewerbsmäßigen Beförderung als Kommandant, englisch commander, bezeichnet.